# Kinyongia tolleyae
Kinyongia tolleyae — вид ігуаноподібних ящірок родини хамелеонових (Chamaeleonidae). Ендемік Бурунді. Раніше вважався конспецифічним з Kinyongia adolfifriderici, однак був визнаний окремим видом.

## Поширення і екологія
Kinyongia tolleyae мешкають в національних парках Бвінді і Рувензорі на південному сході Уганди, а також, можливо, на сусідніх територях. Вони живуть у вологих тропічних лісах в горах і передгір'ях, на висоті від 1655 до 2362 м над рівнем моря